# 日本と欧州連合の関係

日本と欧州連合の位置関係

日本と欧州連合の関係（にほんとおうしゅうれんごうのかんけい、英語: Japan‐European Union relations、フランス語: Japon-Union européenne Relations、ドイツ語: Japan-Europäischen Union Beziehungen、スペイン語: Relaciones entre Japón y la Unión Europea、イタリア語: Giappone-Unione Europea Relazioni） では、日本と欧州連合の関係について概説する。略称から日本とEUの関係とも。欧州連合は国家ではなく欧州における経済的および政治的連合であるが、加盟各国とは別に国際機関に参加したり各国に外交代表部を設置するなど独自の外交が展開されている。日本とは友好的な関係が築かれている。

## 両国の比較
|                   | 欧州連合                         | 日本                            | 両国の差                 |
| ----------------- | -------------------------------- | ------------------------------- | ------------------------ |
| 人口              | 4億4780万人（2020年）            | 1億2583万人（2020年）           | 欧州連合は日本の約3.6倍  |
| 国土面積          | 429万km2                         | 37万7972 km2                    | 欧州連合は日本の約11.3倍 |
| 首都              | ブリュッセル                     | 東京都                          |                          |
| 最大都市          | パリ                             | 東京都区部                      |                          |
| 政体              | 国際機関                         | （民主制）議院内閣制            |                          |
| 公用語            | 英語など24言語                   | 日本語（事実上）                |                          |
| 通貨              | ユーロ                           | 日本円                          |                          |
| 国教              | なし                             | なし                            |                          |
| 国家元首          | シャルル・ミシェル               | 天皇 徳仁                       |                          |
| 人間開発指数      | ‐                                | 0.919                           |                          |
| 民主主義指数      | ‐                                | 8.15                            |                          |
| GDP（名目）       | 15兆2919億3475万米ドル（2020年） | 4兆9754億1524万米ドル（2020年） | 欧州連合は日本の約3.1倍  |
| 一人当たり名目GDP | 34,148.9米ドル（2020年）         | 39,538.9米ドル（2020年）        | 日本は欧州連合の約1.2倍  |
| GDP（購買力平価） | 20兆450億1263万米ドル（2020年）  | 5兆5043億3091万米ドル（2019年） | 欧州連合は日本の約3.6倍  |
| 一人当たり実質GDP | 44,763.2米ドル（2020年）         | 43,593.5米ドル（2019年）        | 欧州連合は日本の約1.02倍 |
| 経済成長率        | 1.8％（2019年）                  | 0.3%（2019年）                  |                          |
| 軍事費            | 2328億1301万米ドル（2020年）     | 491億4855万米ドル（2020年）     | 欧州連合は日本の約4.7倍  |
| 地図              |                                  |                                 |                          |

## 歴史
関係の樹立は欧州連合の前身にあたる欧州経済共同体(EEC)から始まる
。1959年、駐ベルギー日本大使倭島英二は初駐EEC大使として認定された。一方で代表部設置は遅れ、1974年に駐日欧州共同体委員会代表部（駐日EC委員会代表部）が設立、翌1975年には欧州共同体日本政府代表部が設立された。1970年代にともに代表部が設置された背景には高度経済成長に伴う日本と欧州との貿易摩擦があり、設立当初は通商問題解決のための協議の窓口としての機能を果たした。1990年には駐日EC委員会代表部の第5代代表の新任にあたって信任状捧呈式が執り行われ、以後、日本政府は駐日EC委員会の代表者を「大使」として遇することとなった。その後、組織そのものの変化に伴い名称はそれぞれ駐日欧州共同体委員会代表部が駐日欧州連合代表部へ、欧州共同体日本政府代表部が欧州連合日本政府代表部へと変更されている。2011年には駐日欧州連合代表部は千代田区から港区南麻布に建築された「ヨーロッパハウス」と呼ばれる建物に移転した。
近年では文化や安全保障などの面における協力が促進されつつあるが、経済的な関係は互いの経済力を背景に貿易摩擦が解消された1980年代から緊密である。1987年には日本政府と欧州委員会(欧州共同体・欧州連合の運営機関)が共同で日欧産業協力センターを設立した。これは日本と欧州間の産業・貿易・投資を強化促進することを目的とした非営利団体で、本拠地は東京に、欧州事務所はブリュッセルに所在する。2018年には日本・EU経済連携協定も締結され、貿易や投資を行う上での経済的障壁は取り払われつつある。
また政治面では1991年7月ハーグにおいて、日本の海部俊樹首相とオランダの首相兼欧州理事会議長であるルート・ルベルス、および欧州委員会委員長のジャック・ドロールが対外関係、科学技術協力、開発途上国への支援に関する日欧共同体のより緊密な協議を約束した「日本・EC共同宣言」に署名。これに基づき多方面にわたる密接な協力関係を構築されている。1991年以来「日EU定期首脳協議」（EU側より議長国首脳及び欧州委員長が出席。リスボン条約発効以降はEU側は欧州理事会議長及び欧州委員長が出席）を原則年1回の頻度で開催している。また2018年には中露を念頭に日EU戦略的パートナーシップ協定が締結され、政治・外交・社会・安全保障関係の緊密化が進められている。

## 外交

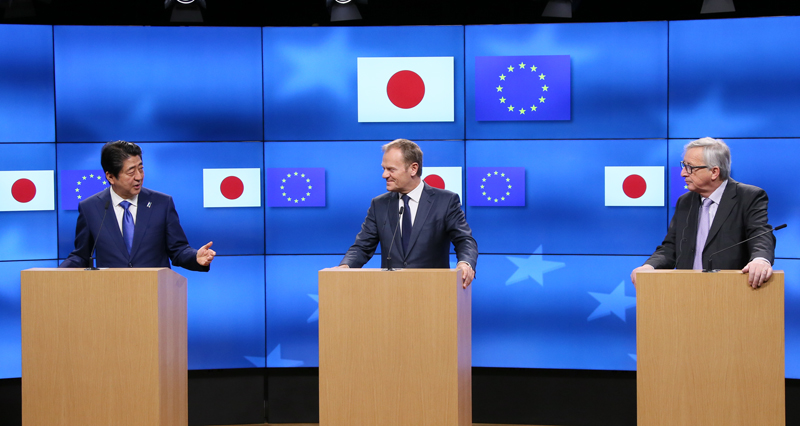
2017年ブリュッセルで開催された日EU定期首脳協議。左から順に安倍晋三内閣総理大臣、トゥスク欧州理事会議長、ユンカー欧州委員長

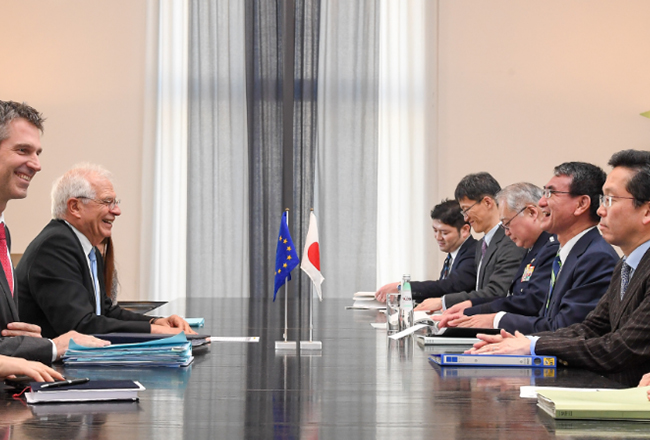
2020年ミュンヘンにて河野太郎とジョセップ・ボレル欧州連合外務・安全保障政策上級代表の会談。

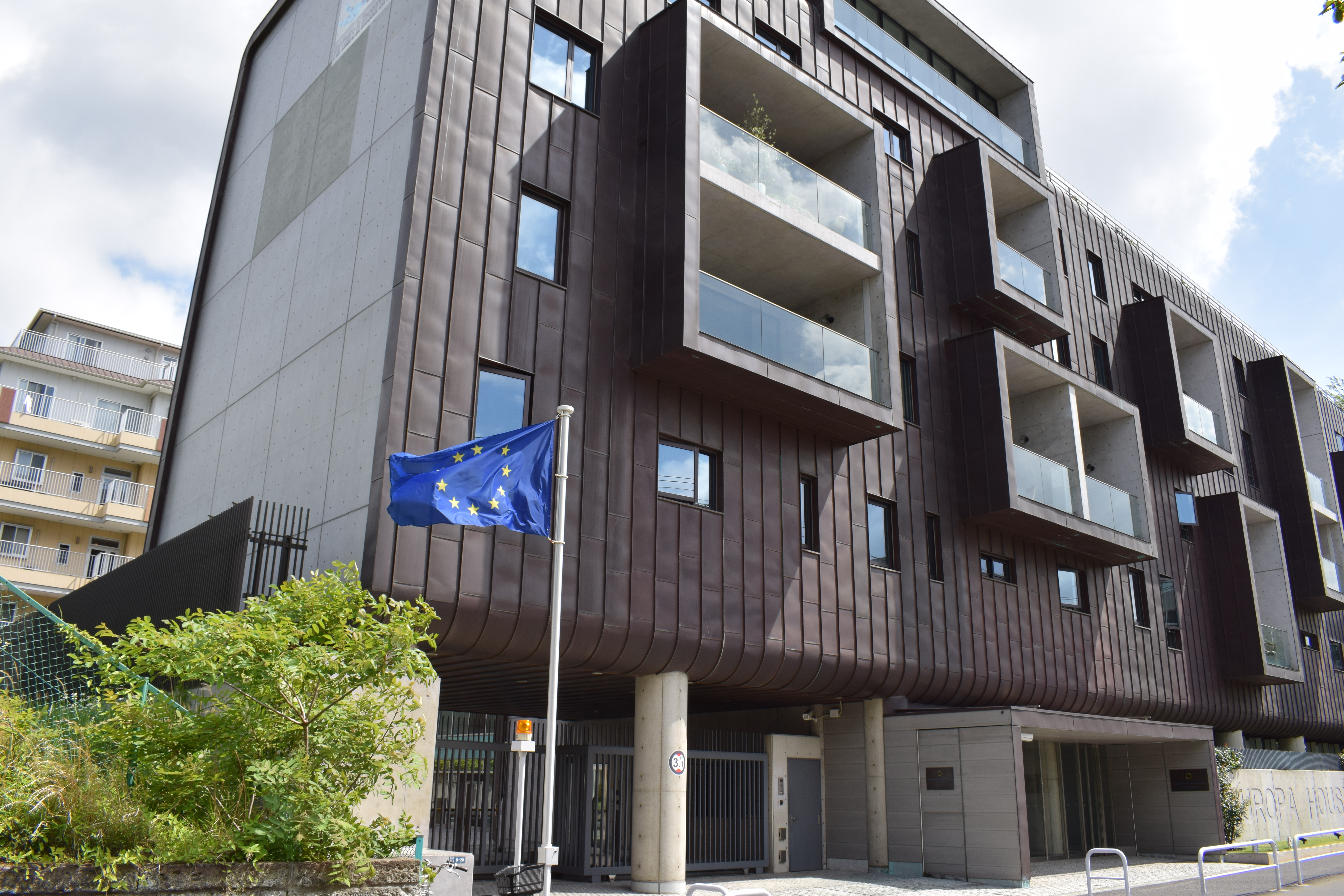
駐日欧州連合代表部が入居するヨーロッパハウス

### 日・EU関係
欧州連合と日本は民主主義、資本主義、自由主義、平和主義、法の支配や人権の尊重といった多くの価値観を共有している。加えて欧州連合は加盟国の多くが先進国でありその生活水準は高く、その点でも日本と類似する。そのため友好的な関係を築けており、また加盟国いずれとも大きな政治的懸案はない。またどちらも政治・経済・文化・安全保障などいずれにおいても世界的な影響力があり、様々な国際機関や国際フォーラムにおいて協力関係にある。
2013年から度重なる交渉が進められ、2018年には日EU戦略的パートナーシップ協定が締結された。これは日本と欧州連合における政治やグローバル課題その他の分野別協力による政治・外交・社会関係の緊密化を目的とする拘束力を有する協定として合意されたものである。これは欧州連合だけでなくその加盟国27か国も当事者になる「条約」であり、そのため加盟国では順次手続きが進められている。2021年末の時点ではまだ手続きを完了しているのが20か国に留まるなど正式発効前の暫定的な協定であるものの、宇宙や海洋、サイバー、環境、エネルギー、保健、テロ、国際犯罪などあらゆる分野での協力が段階的に進められ、準同盟の性質を強めている。2019年には日EU戦略的パートナーシップ協定（SPA）合同委員会の第一回が、2020年には第二回が、2021年にはオンライン形式で第三回が開催された。

### 日本要人のEU訪問
1991年以降、ほぼ毎年日EU定期首脳協議が実施されており、ヨーロッパにおける開催(主にブリュッセル)と日本・東京における開催が交互に行われる。この定期的な協議を除けば以下のような往訪がある。
2014年3月にはハーグに赴いた安倍晋三が、ファン＝ロンパイ欧州理事会議長及びバローゾ欧州委員会委員長と首脳会談を実施。主にクリミア危機についてが議論された
。なおこれ以降、ウクライナ情勢は継続的に日・EU間で主要な議題となっている。
2015年1月には当時外務大臣だった岸田文雄がブリュッセルを訪問。フェデリーカ・モゲリーニ欧州連合外務・安全保障政策上級代表と外相会談を実施して、日本・EU経済連携協定やウクライナ情勢について議論が展開された。
2016年5月にはブリュッセルにて安倍晋三とトゥスク欧州理事会議長及びユンカー欧州委員長が首脳会談を実施。
2017年3月にもブリュッセルにて安倍晋三、トゥスク欧州理事会議長、ユンカー欧州委員長の三者間で首脳会談が実施された。
2018年4月には当時外務大臣だった河野太郎とフェデリーカ・モゲリーニ欧州連合外務・安全保障政策上級代表が外相会談を実施。
2018年10月にもユンカー欧州委員長と二者間の首脳会談をブリュッセルで実施。主要な議題としてイギリスの欧州連合離脱が挙がった。
2019年9月には、招待を受けて安倍晋三が欧州連結性フォーラムに出席。「持続可能な連結性及び質の高いインフラに関する日EUパートナーシップ」の署名、「国際協力機構（JICA）と欧州投資銀行（EIB）との間で協力覚書」の署名が実施された。
2022年2月には、G7外相会合のためドイツを訪問していた林芳正外務大臣がジョセップ・ボレル欧州連合外務・安全保障政策上級代表と外相会談を実施し、緊迫化しつつあったウクライナ情勢などについて議論を交わし、ウクライナにおける領土の一体性や日本から欧州への天然ガスの融通が確認された。

### EU要人の訪日
日EU定期首脳協議が東京開催である時、もしくはG7サミットおよび外相会合が日本で開催される際には首脳、閣僚級含め多くの欧州連合要人が日本を訪れる。それを除けば、以下のようなものがある。
2013年にはキャサリン・アシュトン欧州連合外務・安全保障政策上級代表が訪日し、岸田文雄外務大臣と協議およびワーキングディナーを開催。日EU戦略的パートナーシップ協定や日本・EU経済連携協定の締結に向けた方向性が示された。
2017年7月にはセシリア・マルムストローム貿易担当委員が訪日し、岸田文雄外務大臣と会談。日本・EU経済連携協定締結にむけた協議が進められた。
2019年6月にもセシリア・マルムストローム貿易担当委員が訪日し、河野太郎と会談を実施して日本・EU経済連携協定が両者間の貿易や投資を促進していることを確認した。
2019年10月、即位礼正殿の儀出席のために訪日していたフェデリーカ・モゲリーニ欧州連合外務・安全保障政策上級代表と茂木敏充外務大臣が会談を実施。イギリスのEU離脱や日・EU関係の強化についてが議論された。

## 経済関係
2020年の日本の対EU輸出は6兆3148億円、対EU輸入は7兆7200億円となっており、極めて大規模な貿易が行われている。主要輸出品目は自動車や自動車部品が占め、主要輸入品目は医薬品や自動車が多い。欧州連合にとって、日本はアジアで中国に次ぐ第二位の貿易相手国となっている。
直接投資の額も大きく、2020年のフロー投資は日本からEUが2兆1933億円、EUから日本が187億円となっている。一方でストックは日本からEUが36兆円超、EUから日本が10兆円兆となっている。2018年から2019年にかけては日EU投資交渉が進められた。
日本・EU経済連携協定は2017年に交渉妥結、2018年に署名、2019年に発効を果たしたが
、締結に向けた協議や交渉は2013年から何度も重ねられていた。日本・EU経済連携協定によって結ばれた日本とEUは世界の国内総生産（GDP）の3割、国際貿易の4割を占める巨大な自由経済圏となり、日本や欧州主要国のGDPを押し上げるとともにアメリカ合衆国が保護貿易主義を強めつつあることに対抗して自由貿易の旗手となることを期待されている。発効直後の2019年4月には第一回の、2021年には第二回の合同委員会が開催され日EU経済関係の更なる深化が図られている。

## 加盟国との関係
アイルランド : 1973年の第一次拡大で加盟した。友好国であり。2013年には経済や投資、技術における協力関係を深める「イノベーションと成長のためのパートナーシップ」が署名されるなど関係の深化が期待されている。
 イタリア : 1957年に設立された欧州経済共同体の原加盟国。欧州における日本の有力な貿易相手の一国であり、また国際政治でも立場を共にすることの多い友好国である。一方で日本を含むG4諸国の常任理事国入りにコンセンサス連合を主導して反対するなど、異なる意見を持つこともある。自動車は欧州連合の主要な輸出品であるが、そのうちフィアットやフェラーリなどは有力なメーカーでイタリア車は日本でも一定の人気を博す。
 エストニア : 2004年から2007年にかけての第五次拡大で加盟した。独立以来友好的関係が築かれている。サイバー先進国であり、日本と欧州連合は日EU戦略的パートナーシップ協定を通じてITサイバー分野での協力を進めているが日本とエストニアにおける同分野の協力はその根幹となる。
 オランダ : 1957年に設立された欧州経済共同体の原加盟国。歴史的に関係が強く、友好国である。現在の日本と欧州連合の協力関係の基礎となっている1991年の日・EC共同宣言はオランダのハーグにて署名された。
 オーストリア : 1995年の第四次拡大で加盟した。オーストリアにとって日本は主要な貿易相手の一国であり、また経済に加え音楽や文学などにおける文化的な交流が行われている。
 ギリシャ : 1981年の第二次拡大で唯一新たに加盟した。日・EU関係を補完するものとして2002年には日・ギリシャ共同行動計画が発表されるなど、伝統的な友好関係が現在でも続いている。
 キプロス : アジアの国家ではあるものの文化的にギリシャに近いことから2004年から2007年にかけての第五次拡大で加盟した。日本との関係性は強くはないが、北キプロス不承認の立場で一致するなど国際政治においては協力することも多い。
 クロアチア : 2013年の第六次拡大で唯一新たに加盟した。2011年まで日本からクロアチアへの経済援助が実施されており、それによる経済成長は欧州連合加盟にも役立っている。
 スウェーデン : 1995年の第四次拡大で加盟した。二国間関係は特に懸案もなく友好国である。また欧州連合は経済力を背景に製造業が伝統的に強く電気製品の輸出も比較的多いが、スウェーデンに本社を置く欧州最大の電機メーカーエレクトロラックスはその主力の一つである。
 スペイン : 1986年の第三次拡大で加盟した。欧州連合加盟国の中でも強い経済関係が存在し、また多くの価値観を共有する友好国である。2018年に開かれた日・スペイン首脳会談では「戦略的パートナーシップに関する日本国政府とスペイン王国政府との間の共同声明」が発出されるなど、二国間でも自由貿易や安全保障といったあらゆる分野において協力が進んいる。
 スロバキア : 2004年から2007年にかけての第五次拡大で加盟した。地理的要因から交流は多くないものの、チェコスロバキア時代からの友好関係が影響して交流は順調に発展している。V4+日本に参加。
 スロベニア : 2004年から2007年にかけての第五次拡大で加盟した、旧ユーゴスラビアで最初の加盟国。友好関係を強化しつつあり、またビジネスや貿易における関係も順調に成長している。
 ドイツ : 1957年に設立された欧州経済共同体に西ドイツとして当初から参加している。日本にとっては戦後以来長らく欧州最大の貿易相手国であり、政治的にはともにG4諸国として常任理事国入りを目指し、近年では中露を念頭に安全保障関係も強化されるなど、欧州連合加盟国の中でも関係性の強固な国である。また欧州連合は日本と自動車産業において競合関係にあるが、フォルクスワーゲン、メルセデス・ベンツ、BMW、アウディに代表されるドイツ車は欧州連合の自動車産業の中で特に有力である。
 チェコ : 2004年から2007年にかけての第五次拡大で加盟した。
友好国であり欧州連合加盟の直前までは経済支援が実施されていた。第18回日・EU定期首脳協議はチェコの首都プラハで実施された。
 デンマーク : 1973年の第一次拡大で加盟した。欧州連合が日本に輸出する主要品目には医薬品が含まれるが、そのうちデンマークに本社を置くノボノルディスク、ルンドベックなどは欧州連合の製薬業の主力の一つである。
 ハンガリー : 2004年から2007年にかけての第五次拡大で加盟した。一定の友好関係が築けており、またハンガリーのほかポーランド、チェコ、スロバキアおよび日本が参加する政治・経済の枠組み「V4+日本」でも結びつきがある。
 ポルトガル : 1986年の第三次拡大で加盟した。歴史的に交流があったことから現在も友好関係を築けている。
 ポーランド : 2004年から2007年にかけての第五次拡大で加盟した。ポーランドが欧州連合加盟を果たしたころまで日本は経済支援を実施しており、これらにも影響されて伝統的に友好国。一定の人口と経済力を持つ国であることから今後欧州連合において影響力のある立場になることが期待されており、そのためV4+日本などを通じて結びつきを強固にしつつある。
 フィンランド : 1995年の第四次拡大で加盟した。友好的な関係が築かれており特に文化面において交流が多い。
 フランス : 1957年に設立された欧州経済共同体の原加盟国にして、欧州連合の主導国の一つである。欧州における日本の有力な貿易相手の一国であり、ほとんどの価値観を共有する友好国である。ルノー、プジョー、シトロエンなどフランス車は欧州連合の自動車産業の主力の一つで日本車と競合関係にある。また新幹線においても日本とは開発受注競争を繰り広げる。一方で安全保障においては2010年代後半から海洋進出を強める中国を念頭にパートナーへと変化しつつある。
 ブルガリア : 2004年から2007年にかけての第五次拡大で加盟した。ルーマニア同様、体制転換後には民主化や市場経済化を積極的に支援し、欧州連合の加盟にも影響を与えている。
 ベルギー : 1957年に設立された欧州経済共同体の原加盟国。多くの価値観を共有する友好国であり、ブリュッセルが事実上欧州連合の本拠地として機能していることから、日EU定期首脳協議が開催される際には内閣総理大臣など日本の要人がブリュッセルを訪れている。
 マルタ : 2004年から2007年にかけての第五次拡大で加盟した。歴史的な関係性は希薄で、日本・EU経済連携協定や日EU戦略的パートナーシップ協定を通じて交流が深化しつつある。
 ラトビア : 2004年から2007年にかけての第五次拡大で加盟した。多くの面で価値観を共有する友好国であり、ソ連からの独立当初は欧州の貧国だったが欧州連合への加盟をめどに経済成長のためODAを停止した。
 リトアニア : 2004年から2007年にかけての第五次拡大で加盟した。杉原千畝の影響もあり歴史的に親日感情の強い友好国で、また日本は中国、バルト三国はロシアへの懸念から地政学的な類似点が指摘されており、そのため安全保障上の交流強化が図られている。
 ルクセンブルク : 1957年に設立された欧州経済共同体の原加盟国。友好国であった一方、ルクセンブルクが内陸国であることや比較的規模の小さい国家であったことから経済的関係は希薄であった。現在では日本・EU経済連携協定や二国間における租税条約の締結を経て関係が深化しつつある。
 ルーマニア : 2004年から2007年にかけての第五次拡大で加盟した。体制転換後、日本はルーマニアの民主化・市場経済化を積極的に支援しており欧州連合の加盟にも繋がっている。

## 外交使節

### 駐日EU大使
- ハンスディートマール・シュヴァイスグート（ドイツ語版）‐オーストリア出身の外交官。2011年に信任状捧呈[118]。2011年10月には山根隆治外務副大臣に表敬[119]。

- ヴィオレル・イスティチョアイア＝ブドゥラ（英語版、ルーマニア語版）‐ルーマニア出身の外交官。2014年に信任状捧呈[120]。2016年には山田美樹外務大臣政務官や岸信夫外務副大臣に表敬し友好関係を深めた[121][122]。

- パトリシア・フロア（英語版、ドイツ語版）‐ドイツ出身の外交官。2018年に信任状捧呈[123]。2019年には辻清人外務大臣政務官と昼食会を[124]、2020年には若宮健嗣外務副大臣および独仏伊などの駐日大使とオンラインで会談を[125]、2022年には上杉謙太郎外務大臣政務官と面談を行った[126]。日本と欧州の関係深化を目指す知日派として知られる[127]。

- 住所：東京都港区南麻布4-6-28
- アクセス：東京地下鉄日比谷線広尾駅から徒歩9分
- 備考：欧州連合の主導国の大使館である駐日フランス大使館および駐日ドイツ大使館が徒歩圏内に所在

## ギャラリー

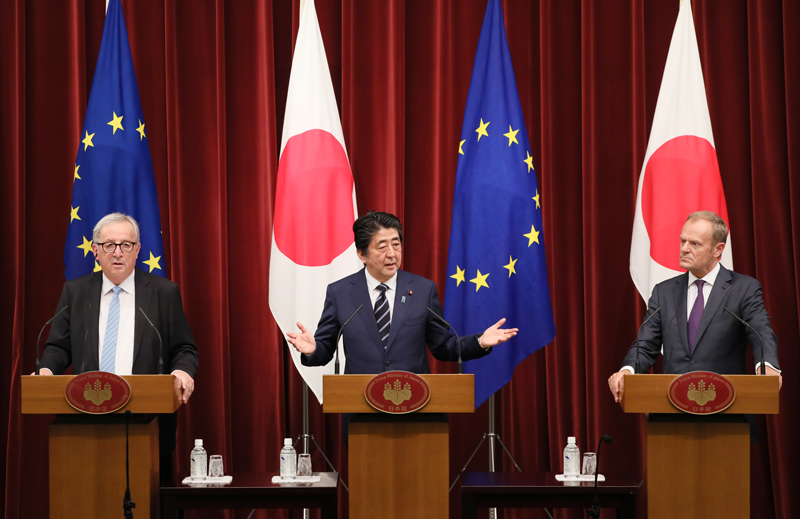
2018年日EU定期首脳協議の記者会見の様子（東京）
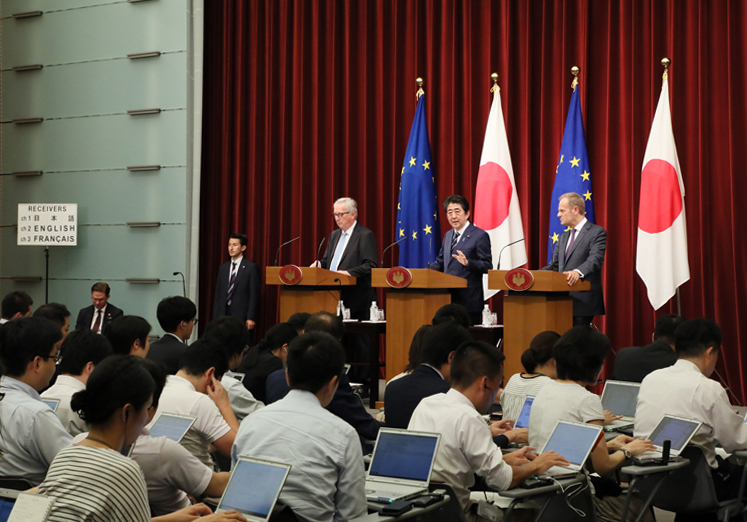
2018年日EU定期首脳協議の記者会見の様子（東京）
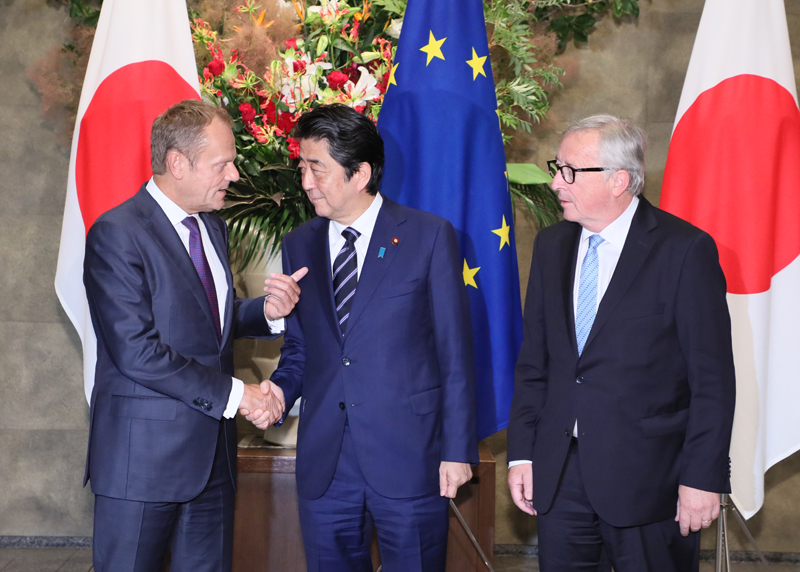
2018年日EU定期首脳協議における首脳三者撮影（東京）
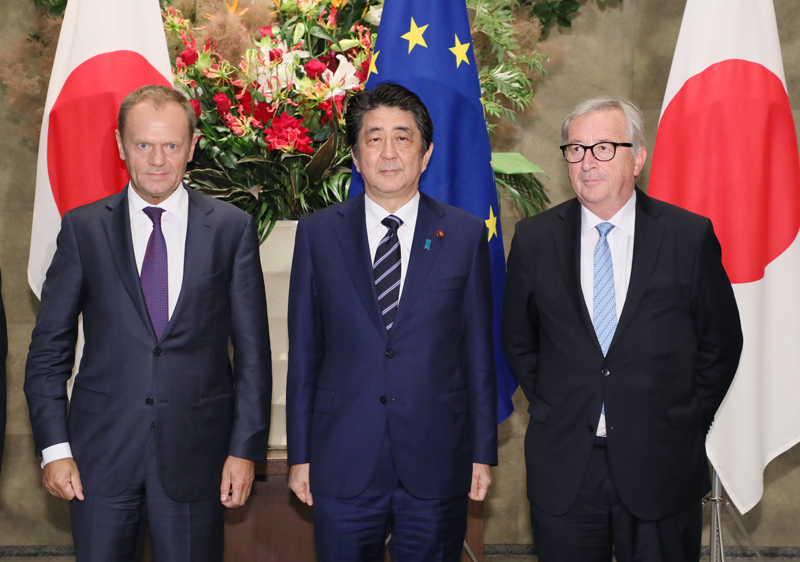
2018年日EU定期首脳協議における首脳三者撮影（東京）
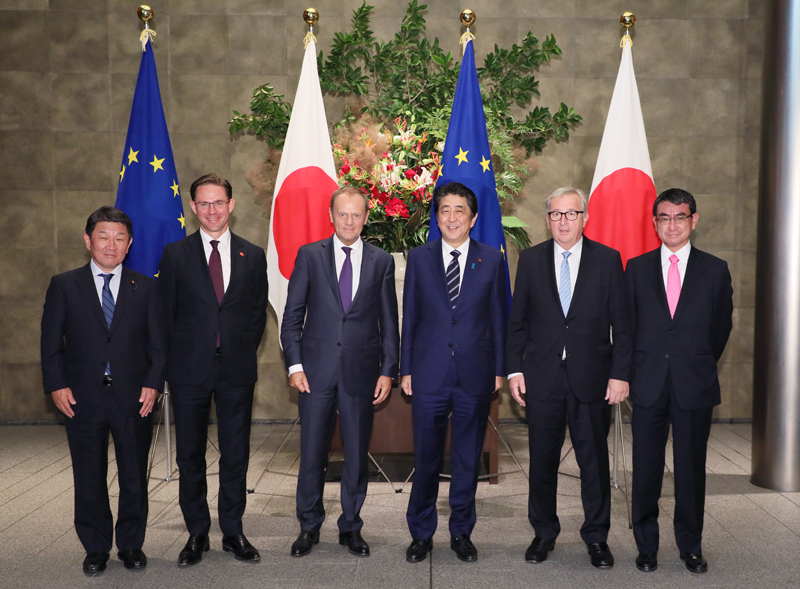
2018年日EU定期首脳協議における高官撮影（東京）
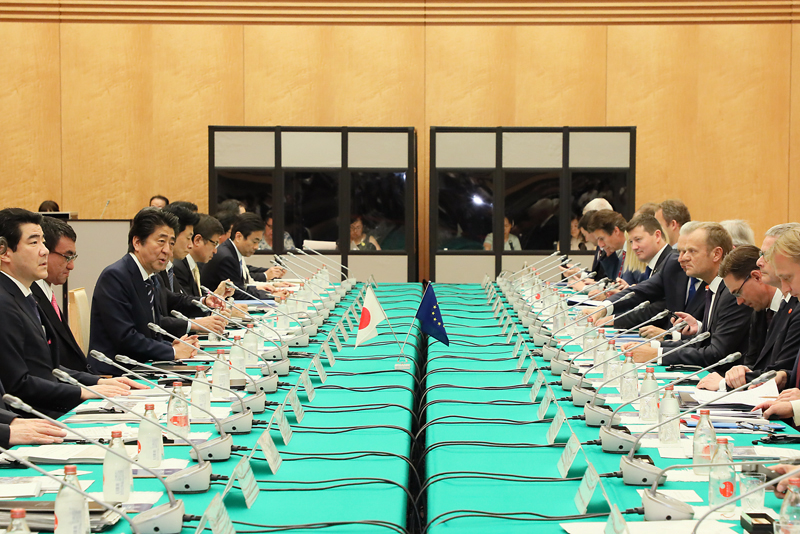
日本・EU経済連携協定締結に向けた協議（東京）
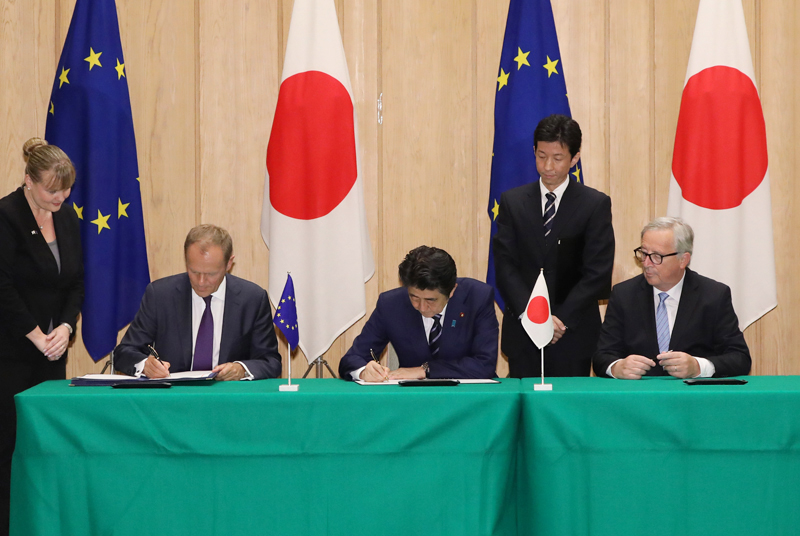
日本・EU経済連携協定署名（東京）
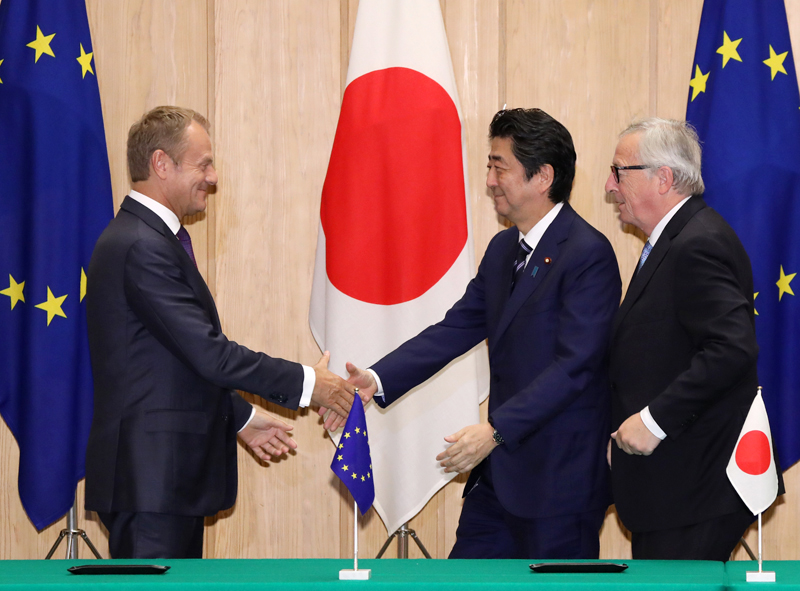
日本・EU経済連携協定署名（東京）
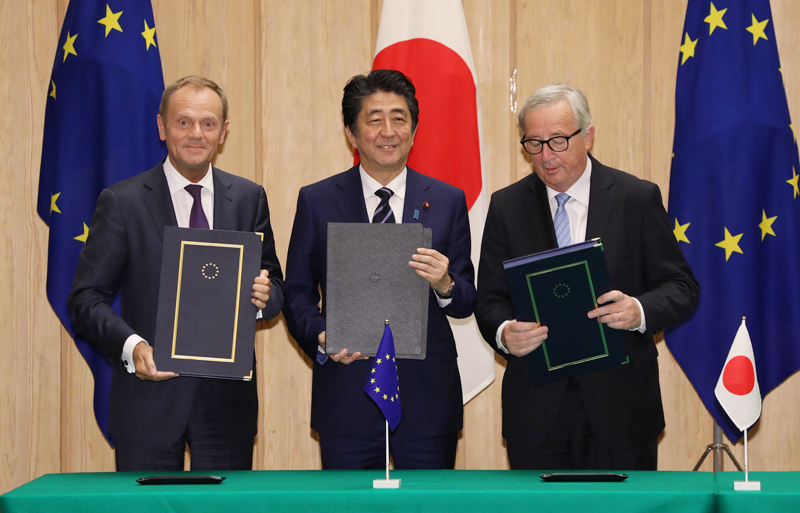
日本・EU経済連携協定署名（東京）
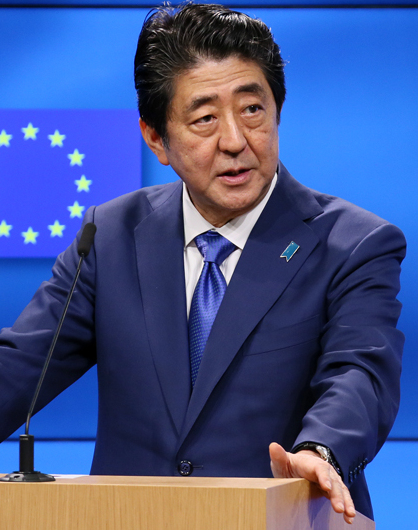
ブリュッセルで会見に臨む安倍晋三
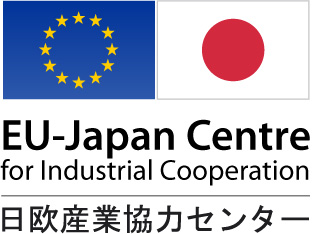
日欧産業協力センター（英語版）のロゴマーク
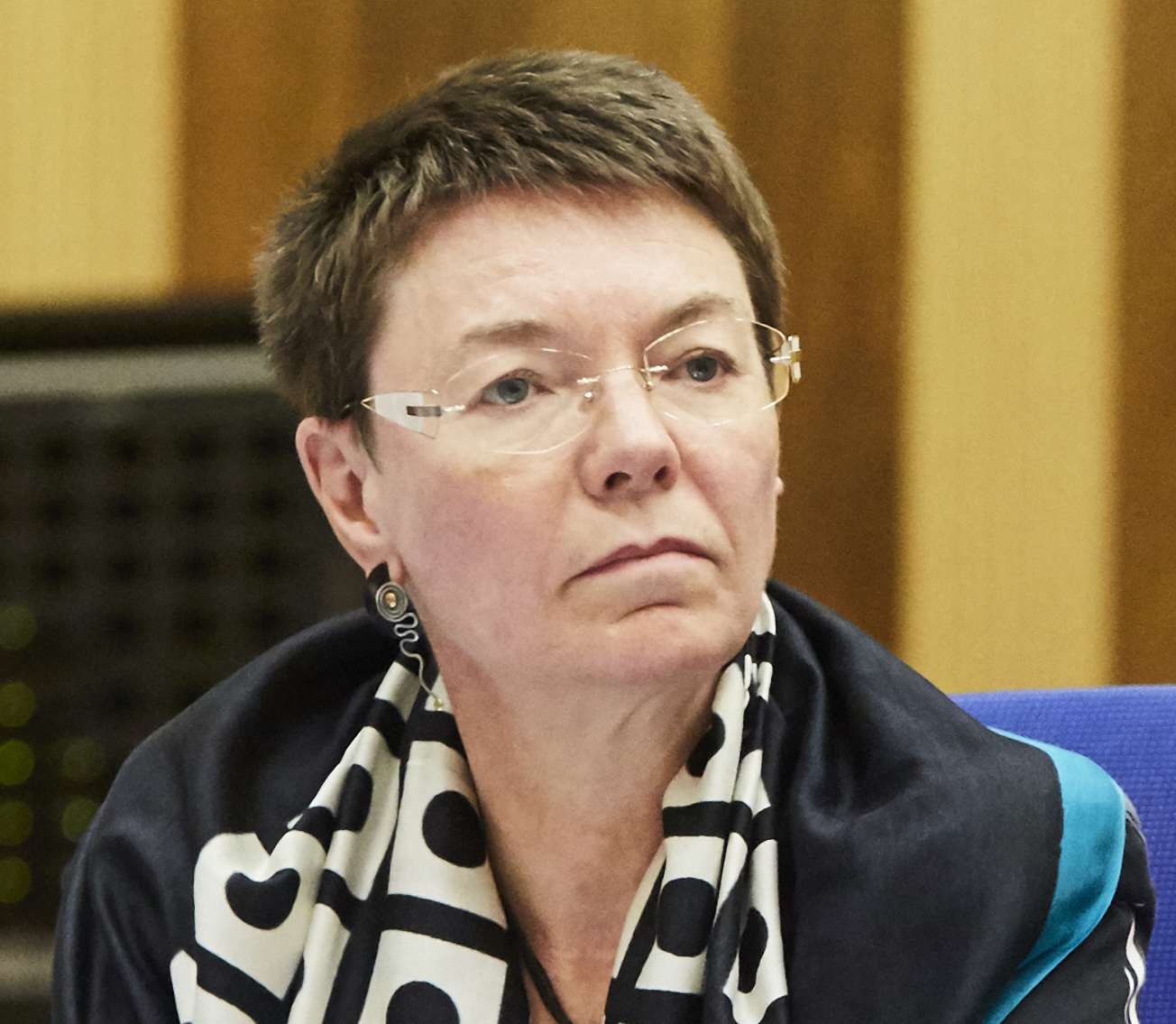
駐日欧州連合代表のパトリシア・フロア（英語版、ドイツ語版）

## 関連文献
- ピエール＝イブ・モンジャル 著、西海真樹、兼頭ゆみ子 訳『日本比較法研究所翻訳叢書83 ピエール＝イヴ・モンジャル教授講演集 欧州連合・基本権・日欧関係』中央大学出版部、東京。ISBN 9784805703847。
- 庄司克宏『欧州連合 : 統治の論理とゆくえ』岩波書店、東京〈岩波新書〉。ISBN 9784004310990。